# Australische boomvalk
De Australische boomvalk (Falco longipennis) is een valkensoort die voornamelijk voorkomt in Australië. De vogel werd in 1838 geldig beschreven door de Britse natuuronderzoeker William Swainson.

## Kenmerken
De vogel is gemiddeld 35 cm lang, met een spanwijdte van 82,5 cm. Het is een van de kleinste roofvogels van het continent. De wetenschappelijke soortnaam longipennis verwijst naar de lange, smalle vleugels. De vogel is leigrijs tot bijna zwart van boven, vooral op de kop. De koptekening, het formaat en het gedrag lijken sterk op die van de (Euraziatische) boomvalk. De borst en buik zijn roodbruin met donkere streepjes.

## Gedrag
De Australische boomvalk komt voor in open bosland, maar ook in stedelijke parken en tuinen. Hij jaagt tijdens de schemering en 's nachts op kleine vogels, vleermuizen en grote, vliegende insecten, die in de lucht verschalkt worden.

## Voortplanting
De soort nestelt in een oud, relatief groot, gebruikt takkennest hoog boven de grond. Het legsel bestaat uit twee tot vier eieren, die in ongeveer 35 dagen worden uitgebroed door beide geslachten. De jongen blijven daarna nog zo'n zelfde periode in het nest.

## Verspreiding
De Australische boomvalk is een jaarvogel in Australië, Tasmanië en de Kleine Soenda-eilanden. Hij overwintert ook op de Molukken en Nieuw-Guinea.
De volgende drie ondersoorten worden erkend:
- F. l. hanieli Hellmayr, 1914: Kleine Soenda-eilanden.
- F. l. longipennis Swainson, 1838: Zuid-Australië en Tasmanië
- F. l.  murchisonianus Mathews, 1916: rest van Australië.

## Status
De Australische boomvalk heeft een enorm groot verspreidingsgebied en daardoor alleen al is de kans op uitsterven uiterst gering. De grootte van de populatie is niet gekwantificeerd, maar volgens BirdLife International neemt het aantal toe. Om deze redenen staat deze soort boomvalk als niet bedreigd op de Rode Lijst van de IUCN.